# Poursay-Garnaud
Poursay-Garnaud és un municipi francès situat al departament del Charente Marítim i a la regió de la Nova Aquitània. L'any 2007 tenia 288 habitants.

## Demografia

### Població
El 2007 la població de fet de Poursay-Garnaud era de 288 persones. Hi havia 106 famílies de les quals 24 eren unipersonals (16 homes vivint sols i 8 dones vivint soles), 35 parelles sense fills, 43 parelles amb fills i 4 famílies monoparentals amb fills.
La població ha evolucionat segons el següent gràfic:
Habitants censats

### Habitatges
El 2007 hi havia 138 habitatges, 115 eren l'habitatge principal de la família, 8 eren segones residències i 15 estaven desocupats. 132 eren cases i 6 eren apartaments. Dels 115 habitatges principals, 75 estaven ocupats pels seus propietaris, 33 estaven llogats i ocupats pels llogaters i 6 estaven cedits a títol gratuït; 2 tenien una cambra, 7 en tenien dues, 12 en tenien tres, 33 en tenien quatre i 61 en tenien cinc o més. 91 habitatges disposaven pel capbaix d'una plaça de pàrquing. A 53 habitatges hi havia un automòbil i a 56 n'hi havia dos o més.

### Piràmide de població
La piràmide de població per edats i sexe el 2009 era:
| Homes | Edats   | Dones |
| ----- | ------- | ----- |
| 0     | 95 o +  | 0     |
| 4     | 90 a 94 | 0     |
| 0     | 85 a 89 | 0     |
| 0     | 80 a 84 | 4     |
| 8     | 75 a 79 | 8     |
| 4     | 70 a 74 | 0     |
| 4     | 65 a 69 | 4     |
| 0     | 60 a 64 | 12    |
| 8     | 55 a 59 | 0     |
| 4     | 50 a 54 | 8     |
| 20    | 45 a 49 | 12    |
| 8     | 40 a 44 | 4     |
| 4     | 35 a 39 | 8     |
| 12    | 30 a 34 | 12    |
| 20    | 25 a 29 | 8     |
| 4     | 20 a 24 | 0     |
| 8     | 15 a 19 | 8     |
| 8     | 10 a 14 | 20    |
| 4     | 5 a 9   | 4     |
| 8     | 0 a 4   | 4     |

## Economia
El 2007 la població en edat de treballar era de 191 persones, 144 eren actives i 47 eren inactives. De les 144 persones actives 131 estaven ocupades (77 homes i 54 dones) i 13 estaven aturades (2 homes i 11 dones). De les 47 persones inactives 20 estaven jubilades, 12 estaven estudiant i 15 estaven classificades com a «altres inactius».

### Ingressos
El 2009 a Poursay-Garnaud hi havia 110 unitats fiscals que integraven 275 persones, la mediana anual d'ingressos fiscals per persona era de 15.222 €.

### Activitats econòmiques
Dels 12 establiments que hi havia el 2007, 1 era d'una empresa de fabricació d'altres productes industrials, 5 d'empreses de construcció, 3 d'empreses de comerç i reparació d'automòbils, 1 d'una empresa d'informació i comunicació, 1 d'una empresa financera i 1 d'una empresa immobiliària.
Dels 6 establiments de servei als particulars que hi havia el 2009, 1 era un taller de reparació d'automòbils i de material agrícola, 2 paletes, 2 fusteries i 1 lampisteria.
L'any 2000 a Poursay-Garnaud hi havia 9 explotacions agrícoles que ocupaven un total de 376 hectàrees.

## Equipaments sanitaris i escolars
El 2009 hi havia una escola elemental integrada dins d'un grup escolar amb les comunes properes formant una escola dispersa.

## Poblacions més properes
El següent diagrama mostra les poblacions més properes.